# 1150 Achaia
Achaia (asteróide 1150) é um asteróide da cintura principal, a 1,7439765 UA. Possui uma excentricidade de 0,2042263 e um período orbital de 1 185 dias (3,25 anos).
Achaia tem uma velocidade orbital média de 20,11950183 km/s e uma inclinação de 2,38792º.
Esse asteróide foi descoberto em 2 de Setembro de 1929 por Karl Reinmuth.